# Devon Harris
Devon Desmond Harris (Kingston, 25 dicembre 1964) è un bobbista giamaicano.
È stato uno dei membri della prima Squadra giamaicana di bob, che per prima ha gareggiato nel 1988 ai Giochi olimpici invernali a Calgary. Soprannominato "Pelé", come la stella del calcio mondiale, Harris ha continuato a competere nelle Olimpiadi invernali del 1992 e nelle Olimpiadi invernali del 1998.
Harris è cresciuto nel ghetto di Sunrise Drive in Olympic Gardens (noto come "Waterhouse", o "Firehouse"), laureato alla Drews Ave Primary School, alla Ardenne High School, ed alla Royal Military Academy Sandhurst (RMAS), Harris è stato un assiduo giocatore di calcio ed anche partecipe in numerose competizioni in gare di atletica durante la sua carriera agonistica. Dal momento che l'idea di una squadra giamaicana di bob era stata lanciata al Jamaica Defence Force, Harris, che allora era tenente nel secondo battaglione all'accademia militare, nel settembre del 1987 lesse per la prima volta in una pubblicazione settimanale dell'esercito chiamata "Force Orders" la proposta:
Il testo della pubblicazione reclutava volontari per "un gruppo di uomini rigorosi e pericolosi" per rappresentare la Giamaica alle Olimpiadi invernali. Harris inizialmente valutò l'idea ridicola, ma alla fine fu convinto a partecipare dal suo colonnello. Alle selezioni del team, Harris finì con il miglior tempo di spinta. Il suo sogno divenne quello di rappresentare la Giamaica nei Giochi Olimpici del 1984 negli 800m e 1500m metri.
Harris fu restituito ai militari dopo le olimpiadi invernali di Calgary, divenne un civile nel 1992, dopo la sua seconda Olimpiade. Ora lavora come "motivational public speaker" e scrittore.